# Альбер Ру
Альбер Ру (фр. Albert Roux; 8 жовтня 1935, Семюр-ан-Брійонне,  Сона і Луара, Франція — 4 січня 2021) — відомий англійський шеф-кухар та ресторатор французького походження. Засновник ресторанної справи династії Ру.

## Життєпис

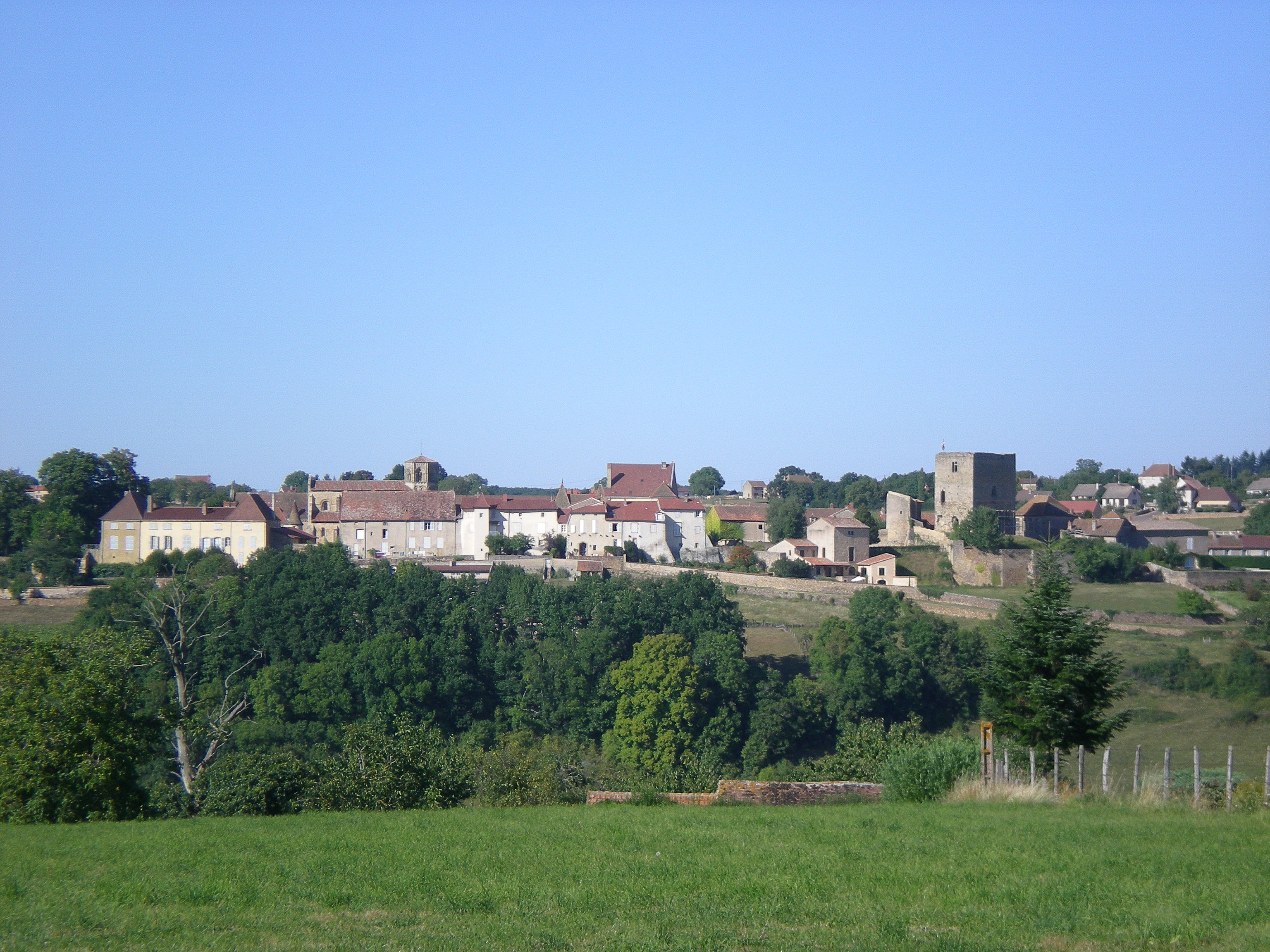
Місце народження Альбера Ру

Альбер народився у містечку Семюр-ан-Брійонне у департаменті Сона та Луара у сім'ї м'ясника. З дитинства він долучається до родинної справи, а у 1949 році батьки його направляють на навчання до кондитера. Тут Альбер ру отримував навички до 1954 року. Після чого першою його роботою була служба кондитером, а потім кухарем у леді Естер. Працював він успішно, здобувши необхідний досвід й пошану.
Тому після служби в армії Альбер запрошує до себе родина Казале. Тут він працює шеф-кухарем ресторану «Мейджор Пітер Казале». Чере декілька років Альбер переїздить до Великої Британії й оселяється у Лондоні. До себе він запрошує брата Мішеля, разом вони у 1967 році відкривають свій ресторан «Ле гаврош» на Лоуер-Слоун-стріт в Челсі (Лондон). У 1981 році «Ле Гаврош» перебирається в Мейфер, де зайняв перший поверх будинку на розі Парк-стріт й Аппер-Брук-стріт. З часом підприємство розширилося й сьогодні це один з найвишуканіших готелів Лондона, який має 54 номера з окремою кухнею в кожному.
Ресторан «Ле Гаврош», що належить Алберу Ру, путівником «Мішелен Гайд» було відмічено трьома зірочками. Таких ресторанів по всьому світу було відкрито 25. У 1973 році Альбер разом з братом відкрив у Вендсворті кондитерський цех, який повинен був постачати підприємства родини Ру необхідною випічкою — хлібом, шуликами та ін. З часом вона стала постачати свою продукцію й у відкритий продаж. Водночас було відкрито м'ясний магазин «Ла бушері Ламартин»
До того ж з метою робудови власної справи Альбер Ру разом з братом почав займатися виїзним обслуговуванням клієнтів, серед яких були «Клейнворт Бенсон», «Кредіт Лайоне», клуб «БАФТО».
Альбер Ру займався не тільки розвиток ресторанної справи, а вдосконалював також кухарську майстерність. Зокрема, було винайдено нову технологію приготування харчів: страву готують під великим тиском й миттєво переміщують до вакуумної упаковки, такий метод зберігає смак продукту, а секрет міститься в пристрої упаковки. За цей секрет братам Ру пропонували 250 тисяч фунтів стерлінгів, але Альбер з Мішелем відмовилися й відкрили ресторан «Ru-L Britain» («Владарюй, Британія»).
Крім того Альбер ру допомагав своїм підлеглим відкривати власну справу. Спочатку вони повинні були попрацювати на Ру протягом 5 років, проявити себе з найкращого боку, після цього Альбер звертався до банків, юристів, знаходив гарне місце. Так були відкриті заклади вищого класу: «Тант Клер», «Ентерлюд де Табайо», «Ле Мазарен» та ін.
На початку 90-х років Альбер Ру відійшов від справ ресторанів, передавши їх синові Мішелю. Сам Альбер разом з дружиною живе у своєму маєтку у Чичестері, де займається розробкою нових страв.

## Нагороди
Орден Британської імперії. 2002 рік.

## Родина
Дружина — Монік
Діти:
- Мішель (1960)